# Ouč
Ouč (německy Autsch) je vesnice v okrese Mladá Boleslav, je součástí obce Chocnějovice. Nachází se 2,7 kilometru severozápadně od Chocnějovic. Blízko vesnice protéká Malá Mohelka.

## Historie
První písemná zmínka o vesnici pochází z roku 1559.

## Pamětihodnosti
- Socha svatého Jana Nepomuckého

## Galerie

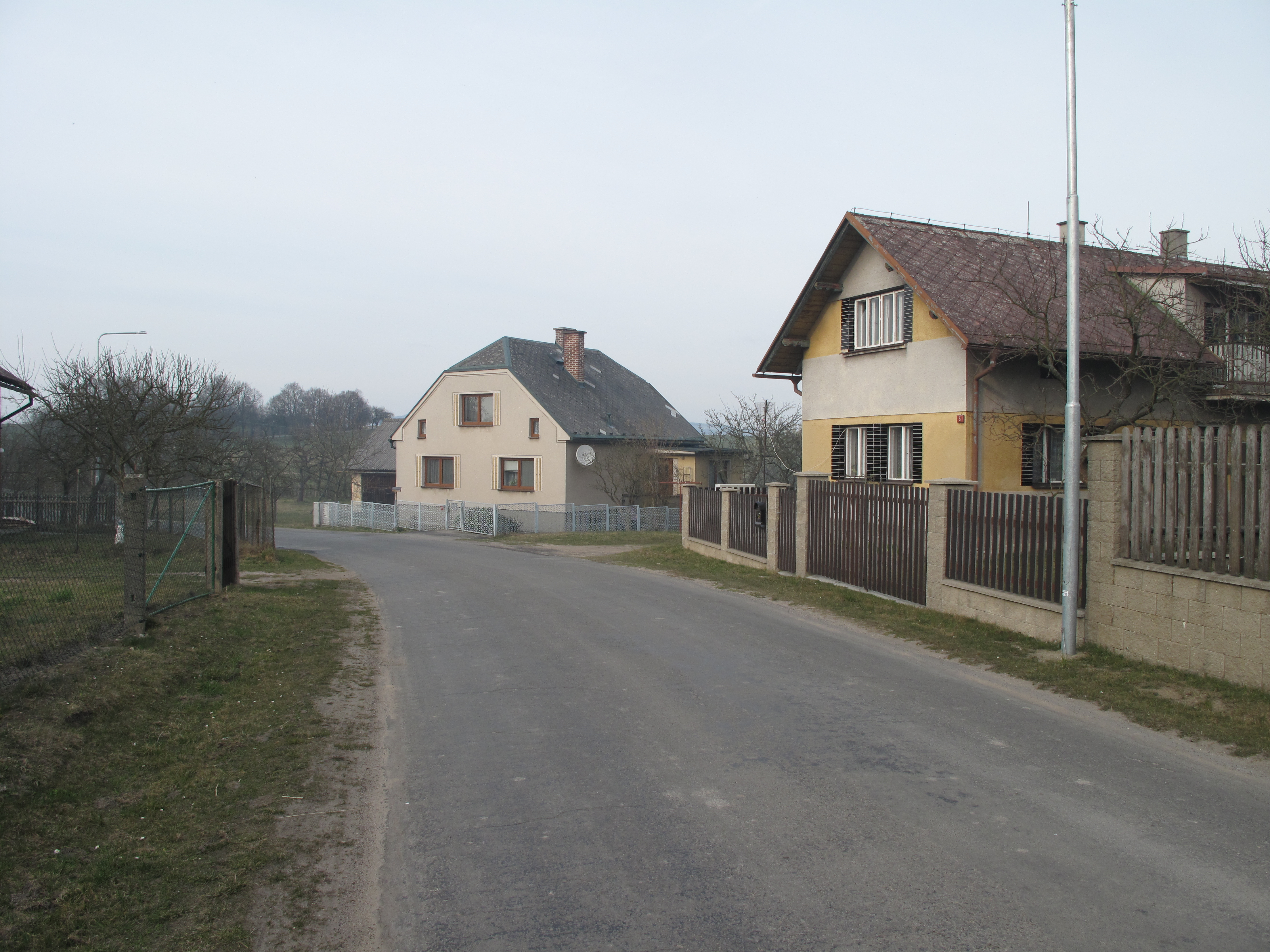
Domy u cesty
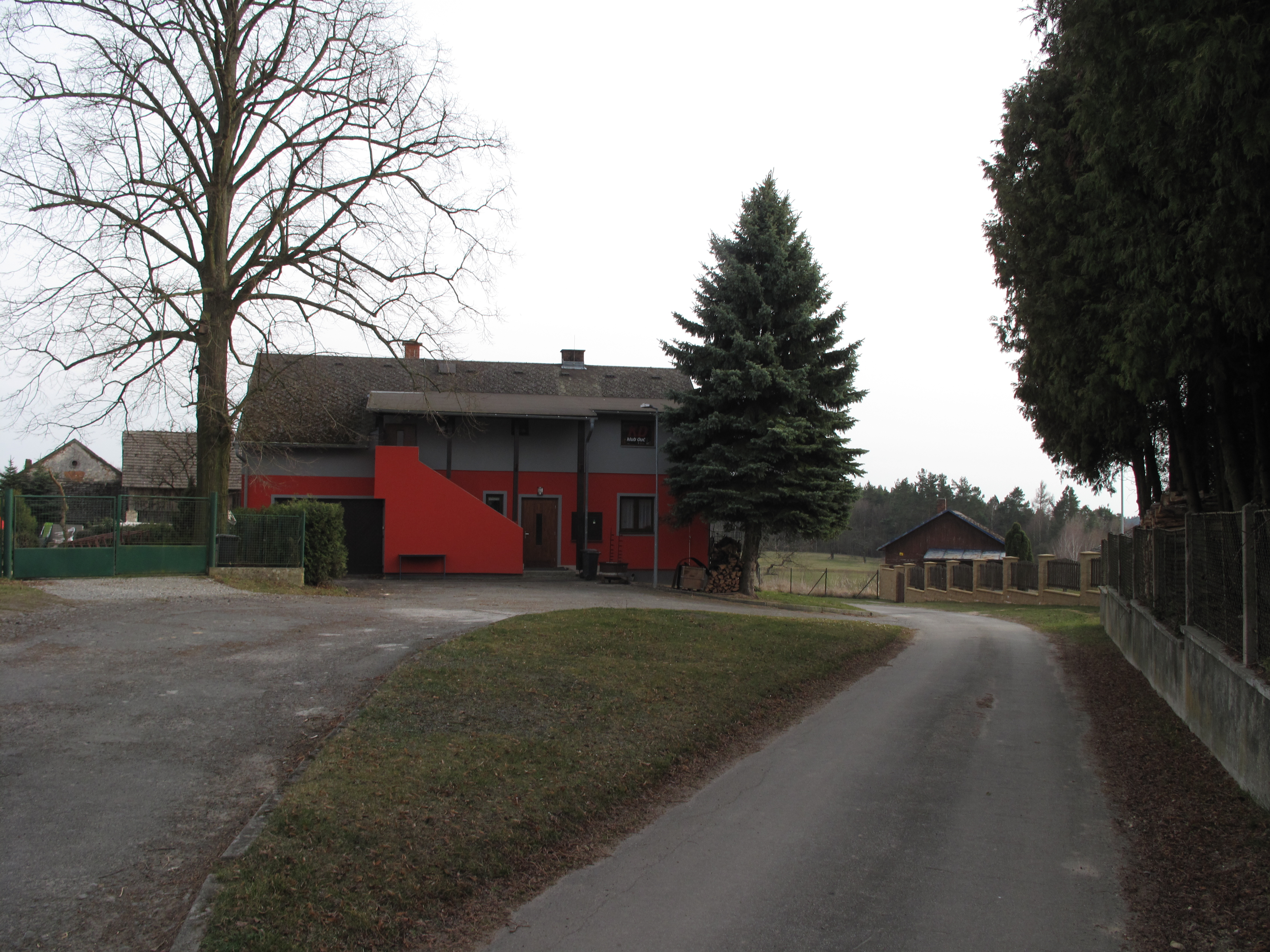
Kulturní centrum
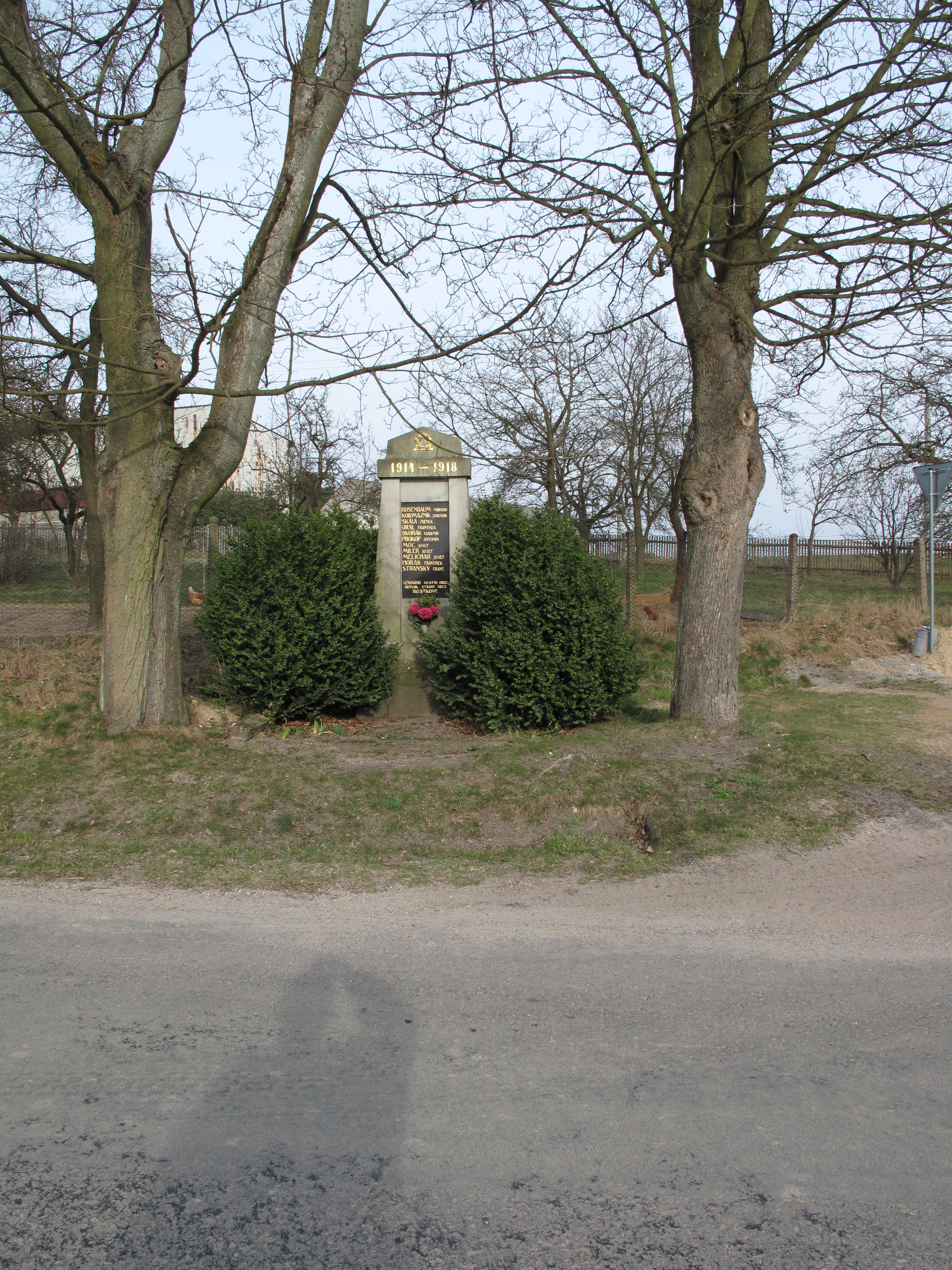
Pomník padlým